# Odyseja Trojańska (utwór)
Odyseja trojańska (ang. Trojan Odyssey) – powieść Clive’a Cusslera z serii o przygodach Dirka Pitta. Po raz pierwszy ukazała się w 2003.

## Opis fabuły
Książkę rozpoczyna fikcyjny przegląd wydarzeń ze sławnej Odysei Homera, który jednak różni się od oryginalnej fabuły klasycznego dzieła. Później akcja przenosi się do dzisiejszych czasów, kiedy to major Dirk Pitt oraz jego syn – Dirk Jr., i córka – Summer, a także współpracownik i przyjaciel – Al Giordino, są zaangażowani w poszukiwania źródła brązowawego zanieczyszczenia, które skaża wody oceanu. To z kolei prowadzi do odkrycia szatańskiego spisku, który muszą nie tylko rozwikłać, ale i powstrzymać. W trakcie tego dokonują odkryć prowadzących do „właściwej” wersji Odysei.
Czarnym charakterem jest tajemniczy Specter, olbrzymi mężczyzna, który chroni swoją tożsamość poprzez okulary przeciwsłoneczne, kapelusz i szal wokół twarzy.
Zwieńczeniem fabuły książki jest ślub Dirka z jego długoletnią partnerką, członkinią Kongresu – Loren Smith.

## Odniesienia do innych książek
Wersja Odysei zaprezentowana w książce była zainspirowana książką Imana Wilkensa: Where Troy Once Stood: The Mystery of Homer's Iliad' and 'Odyssey' Revealed.

## Szczegóły
Cussler zadedykował Odyseję trojańską swojej żonie, która zmarła na raka w 2003.
Jak w każdej powieści z Dirkiem Pittem, również i w tej znajduje się zabytkowy samochód. W tym wypadku jest to Marmon V-16 Town Car. Jest również wspomniany, wykonany na specjalne zamówienie – Meteor DeSoto z 1952.